# Leptosyna quercus
Leptosyna quercus är en tvåvingeart som beskrevs av Jean-Jacques Kieffer 1904. Leptosyna quercus ingår i släktet Leptosyna och familjen gallmyggor. Inga underarter finns listade i Catalogue of Life.